# Detlef Ultsch
Detlef Ultsch, né le 7 novembre 1955 à Sonneberg, est un judoka est-allemand. Il est médaillé de bronze olympique en moins de 86 kg en 1980 à Moscou.

## Palmarès
| Année | Compétition           | Lieu         | Résultat | Catégorie      |
| ----- | --------------------- | ------------ | -------- | -------------- |
| 1976  | Championnats d'Europe | Kiev         | 3e       | Moins de 80 kg |
| 1977  | Championnats d'Europe | Ludwigshafen | 3e       | Moins de 86 kg |
| 1978  | Championnats d'Europe | Helsinki     | 2e       | Moins de 86 kg |
| 1979  | Championnats d'Europe | Bruxelles    | 3e       | Moins de 86 kg |
| 1979  | Championnats du monde | Paris        | 1er      | Moins de 86 kg |
| 1980  | Championnats d'Europe | Vienne       | 3e       | Moins de 86 kg |
| 1980  | Jeux olympiques       | Moscou       | 3e       | Moins de 86 kg |
| 1981  | Championnats du monde | Maastricht   | 3e       | Moins de 86 kg |
| 1982  | Championnats d'Europe | Rostock      | 3e       | Moins de 86 kg |
| 1983  | Championnats d'Europe | Paris        | 3e       | Moins de 86 kg |
| 1983  | Championnats du monde | Moscou       | 1er      | Moins de 86 kg |